# Louis Delfosse
Pour les articles homonymes, voir Delfosse.
Louis Marie Lucien Bidegaray, dit Louis Delfosse, né à Bayonne le 30 juillet 1863 et mort en 1925, est un peintre français.

## Biographie
Élève de Fernand Cormon et de Félicien Rops, en hommage, la Rétrospective du Salon des indépendants de 1926 expose ses toiles Le Petit bras du Pont-Neuf, Hortensias bleus, Le Soir à Fin-d'Oise et Le Passage de Gâvres.